# Temporada de ciclones del Índico Norte de 2020
La temporada de ciclones del océano Índico norte de 2020 fue un evento actual en el ciclo anual de formación de ciclones tropicales. La temporada no tiene, exactamente, fecha de inicio y finalización, aunque los ciclones tienden a formarse entre marzo y diciembre, con mayor incidencia entre abril y noviembre. Estas fechas convencionalmente delimitan el período de cada año cuando la mayoría de los ciclones tropicales se forman en el norte del océano Índico. 
El primer tormenta ciclónica nombrada, Amphan, el 16 de mayo. Dos días después, Amphan explotó su rápida intensificación convirtiéndose de tormenta ciclónica muy severa a una tormenta súper ciclónica. Esto convirtió a Amphan como el segundo ciclón tropical más intenso de la cuenca, junto con el ciclón de Odisha de 1999 y el segundo tormenta súper ciclónica formada en una fila, junto con el ciclón Kyarr. Por el momento, se ha reportado dos personas fallecidas en Sri Lanka y no causó daños mayores por Amphan. La segunda tormenta ciclónica nombrada, Nisarga formada el 1 de junio, luego tocó tierra en Maharashtra en el occidente de la India como un ciclón tropical equivalente a categoría 1.
El alcance de este artículo se limita al Océano Índico en el hemisferio norte, al este del Cuerno de África y al oeste de la península malaya. Hay dos mares principales en el Océano Índico Norte: el Mar Arábigo al oeste del subcontinente indio, abreviado ARB por el Departamento de Meteorología de la India (IMD); y la Bahía de Bengala al este, abreviado BOB por el IMD.
El Centro Meteorológico Regional Especializado en esta cuenca es el Departamento Meteorológico de la India (IMD), mientras que el Centro Conjunto de Advertencia de Tifones emite avisos no oficiales. En promedio, de tres a cuatro tormentas ciclónicas se forman en cada estación.

## Ciclones tropicales

### Tormenta súper ciclónica Amphan
A las 00:00 UTC del 16 de mayo, se formó una depresión en el sureste de la bahía de Bengala y se identificó como BOB 01. Seis horas después, el Departamento Meteorológico de la India (IMD) mejoró el sistema a una depresión profunda. Alrededor de las 15:00 UTC, el sistema se desarrolló aún más en la tormenta ciclónica que llevó el nombre Amphan. Esa mañana, se levantaron advertencias de deslizamientos de tierra e inundaciones para partes de India y Sri Lanka, dadas las expectativas de lluvias torrenciales en los próximos días.
A las 09:00 UTC del 17 de mayo, Amphan se había intensificado en una tormenta ciclónica muy severa. En 12 horas, la tormenta había desarrollado un ojo y comenzó a intensificarse rápidamente, convirtiéndose en una tormenta ciclónica extremadamente severa. Según el Centro Conjunto de Advertencia de Tifones (JTWC), se intensificó explosivamente de un ciclón equivalente a la categoría 1 a un ciclón equivalente a la categoría 4 en solo 6 horas. A la mañana siguiente, alrededor de las 10:30 UTC, el IMD mejoró Amphan a una tormenta súper ciclónica con vientos sostenidos de 3 minutos de 230 km/h (145 mph) y una presión mínima de 925 hPa (27.46 inHg). Esto marcó el segundo año consecutivo con una tormenta súper ciclónica, el año anterior vio al Ciclón Kyarr en el Mar Arábigo.
Como sistema en desarrollo, Amphan trajo fuertes lluvias y vientos racheados a Sri Lanka. El 16 de mayo se registró un pico de lluvia total de 214 mm (8,4 pulgadas) en Kegalle el 16 de mayo. La intensa lluvia causó inundaciones y deslizamientos de tierra que mataron a dos personas. Otras cinco personas resultaron heridas. Fuertes vientos dañaron más de 500 casas, incluidas 145 en Polonnaruwa. Según la evaluación principal del departamento de ingresos, Vaikom taluk registró una pérdida acumulada de Rs. 147 millones de rupias, ya que 16 casas fueron destruidas por completo y 313 casas fueron dañadas parcialmente. El techo de tejas del templo Vaikom Mahadeva fue dañado debido a los vientos de alta velocidad como resultado de Amphan. Tamil Nadu enfrentó fuertes lluvias en varios distritos. A lo largo de la costa, alrededor de 100 barcos pesqueros fueron dañados en el distrito de Ramanathapuram debido a los vientos del ciclón.

### Depresión ARB 01
Una depresión se formó por tierra cerca de Salalah en Omán, el 29 de mayo. La Autoridad Pública de Aviación Civil (PACA) en Omán aconsejó a los residentes que sean cautelosos y que no se aventuren a áreas bajas o al mar. El Comité Supremo pidió a las personas que permanezcan en sus hogares en circunstancias que no sean de emergencia. El hospital en Sadah fue evacuado cuando la depresión se intensificó. Más de 1,000 mm (39 pulgadas) de lluvia cayeron en la gobernación de Dhofar el 29 de mayo; Algunas áreas recibieron el equivalente a dos años de lluvia. Dos días de fuertes lluvias, acumulando hasta 260 mm (10 pulgadas), causaron inundaciones en Salalah. Las operaciones en el puerto de Salalah fueron interrumpidas por la depresión tropical. Los residentes en el centro de Salalah experimentaron interrupciones en los servicios de energía y agua. Se envió a la policía militar para despejar las carreteras y transportar por avión a personas abandonadas por las inundaciones. Dos personas fueron encontradas muertas en un uadi debido a inundaciones repentinas, mientras que otra persona murió y tres resultaron heridas cuando un edificio se derrumbó. Más de 50 personas fueron rescatadas de las inundaciones.

### Tormenta ciclónica severa Nisarga
Durante el 31 de mayo de 2020, se desarrolló un área de baja presión sobre el sudeste del Mar Arábigo y permaneció como un área de baja presión bien marcada en la misma región hasta la noche del 31 de mayo. Se convirtió en una depresión sobre el centro-este y sureste El Mar Arábigo en la madrugada del 1 de junio, cuando estaba centrado a unos 340 km al suroeste de Goa, 630 km al sur-suroeste de Mumbai y 850 km al sur-suroeste de Gujarat. El 2 de junio, alrededor del mediodía, la depresión profunda prevaleciente se intensificó en una tormenta ciclónica, recibiendo así el nombre de Nisarga. Nisarga se intensificaría rápidamente en una tormenta ciclónica severa varias horas después.
Nisarga causó seis muertes en Maharashtra, incluidas tres en Pune. El daño inicial se estimó en Rs50 mil millones (US$ 664 millones).

### Depresión profunda BOB 02
Después de cuatro meses de inactividad, el 11 de octubre, se desarrolló una depresión en el centro-oeste de la Bahía de Bengala. Se intensificó aún más en una depresión profunda el 12 de octubre, permaneciendo prácticamente estacionaria en la misma región. Se espera que toque tierra en Andhra Pradesh, cerca de Kakinada. Se han emitido avisos de ciclones y se ha advertido a los pescadores que no se adentren en aguas profundas.